# Советско-китайский договор о ненападении
Советско-китайский договор о ненападении (кит. трад. 中蘇互不侵犯條約, упр. 中苏互不侵犯条约, пиньинь Zhōng-sū hù bù qīnfàn tiáoyuē) — договор между СССР и Китайской республикой, подписанный в Нанкине 21 августа 1937 года.

## Предыстория
Китай разорвал дипломатические отношения с СССР 14 декабря 1927 года после провокационных нападений на советские консульские учреждения на подвластной гоминьдановским властям территории. Длительный разрыв этих отношений стал одним из обстоятельств, позволивший Японии вторгнуться на Северо-Восток Китая. Лишь 12 декабря 1932 года на конференции по разоружению в Женеве состоялся обмен письмами между главой китайской делегации Янь Хуэйцином и наркомом иностранных дел СССР Максимом Литвиновым о восстановлении дипломатических отношений.
Убедившись в двойственности позиции, которую заняли США, Великобритания и Франция в отношении действий Японии, Чан Кайши летом 1934 года направил в Москву с секретной миссией специалиста в области истории международных отношений профессора Цзян Тинфу для проведения зондажа о возможности установления китайско-советского сотрудничества с целью оказания действенного отпора агрессору. 16 октября Цзян Тинфу был принят в Москве заместителем наркома иностранных дел Б.Стомоняковым. Цзян Тинфу поинтересовался, не станет ли препятствием к возобновлению дружественных отношений между СССР и Китаем то, что именно Чан Кайши был инициатором разрыва отношений Китая с Советским Союзом, на что Стомоняков ответил:
При определении наших политических отношений с Китаем сегодняшнего дня, и в частности отношений с Чан Кайши, который играет руководящую роль в Китае, мы, конечно, ни в какой степени не исходили из воспоминаний или чувств, а исходим из общности интересов наших стран и искренне желаем развития и укрепления отношений. Мы относимся к нему как к руководителю дружественной нам страны, с таким же уважением, как и к другому руководителю дружественного государства. Никакие личные моменты, никакие предрассудки не могут неблагоприятно отразиться на этой нашей позиции.
19 октября 1935 года, 19 декабря 1935 года и 22 января 1936 года Чан Кайши в доверительных беседах с послом СССР в Китае Д. Богомоловым обсуждал вопросы прекращения гражданской войны в Китае с целью организации отпора Японии, а также возможность заключения между обеими странами договора о ненападении и торгового договора, по которому Китай получал бы из СССР вооружение.
Между тем, Советский Союз с тревогой следил за действиями Японии, рассматривая его как возможного будущего военного противника. В связи с этим для СССР было выгодно усиление Китая в качестве противника Японии. Поэтому после того, как 7 июля 1937 года началась японо-китайская война, СССР принял окончательное решение, и 21 августа договор между СССР и Китаем был заключён, а 8 сентября зарегистрирован в Лиге Наций.

## Содержание договора
СССР и Китайская Республика обязались не использовать силы для разрешения возникающих между ними споров, а в случае, если одна из сторон подвергнется нападению третьей державы — обязались не оказывать помощи агрессору. Договор был заключён сроком на пять лет.

## Последствия
Значение договора определялось не его содержанием, а самим фактом его подписания: СССР официально продемонстрировал свою поддержку Китаю, сломав тем самым надежды Японии на его международную изоляцию. После заключения договора СССР выделил Китаю кредит в объёме 50 миллионов долларов США на закупки в Советском Союзе оружия.